# Gould Island (Antarktika)
Gould Island ist eine 5 km lange und vereiste Insel des Marshall-Archipels vor der Saunders-Küste des westantarktischen Marie-Byrd-Lands. Im Sulzberger-Schelfeis liegt sie 350 m nördlich von Spencer Island und 4,8 km nordöstlich von Steventon Island.
Der United States Geological Survey kartierte sie anhand eigener Vermessungen und Luftaufnahmen der United States Navy aus den Jahren von 1959 bis 1965. Das Advisory Committee on Antarctic Names benannte sie 1970 nach Leutnant Stuart S. Gould von den Reservestreitkräften der US Navy, Zahnarzt auf der McMurdo-Station im Jahr 1967.